# Károly Torma

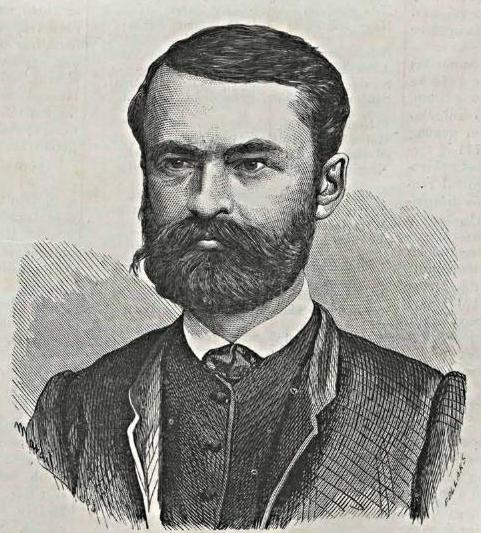
Károly Torma (1868)

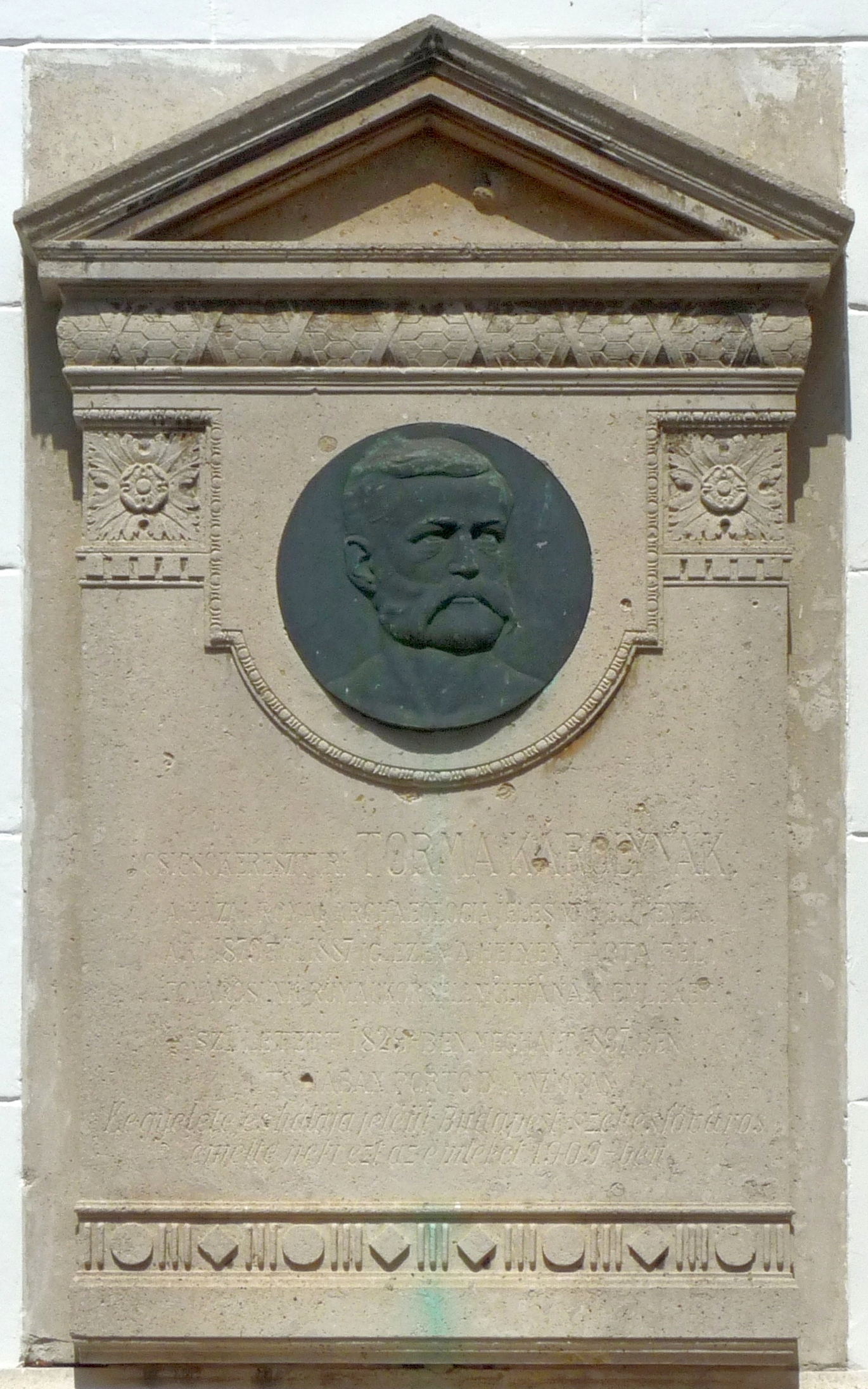
Plakette an der Wand des alten Museumsgebäudes in Aquincum

Károly Torma von Csicsókeresztúr (geboren 13. Oktober 1829 in Kudu (rumänisch Coldău), Kaisertum Österreich; gestorben 28. Februar 1897 in Anzio, Italien) war ein ungarischer Grundbesitzer, Politiker und Archäologe. 

## Leben
Károly Torma war ein Sohn des Grundbesitzers und Historikers József Torma (1801–1864), seine Schwester Zsófia Torma (1832–1899) war ebenfalls Amateurarchäologin. Er besuchte die Schule in Bistritz und das Lyceum in Klausenburg, wo er in Rechtswissenschaften promoviert wurde. Zu Beginn der Revolution von 1848/49 war er Schreiber im Siebenbürger Landtag und wurde dann Leutnant im 2. Honvéd-Jägerregiment. Nach der Niederschlagung des ungarischen Freiheitskampfes zog er sich auf das Familiengut Csicsókeresztúr zurück und begann mit archäologischen Ausgrabungen in der Umgebung. 
1861 wurde er korrespondierendes Mitglied der Ungarischen Akademie der Wissenschaften und 1881 Vollmitglied. 1867 wurde er Ausschussmitglied der Ungarischen Historischen Gesellschaft. 
Torma nahm 1863 und 1865 an den Siebenbürger Landtagen teil, 1867 bis 1875 war er Obergespan des Komitats Inner-Szolnok. Ab 1865 gehörte er der Déak-Partei an, die 1867 den Österreichisch-Ungarischen Ausgleich erreichte und bei den Wahlen 1865, 1869 und 1872 die Mehrheit im nach Ständen aufgebauten Ungarischen Reichstag errang. Torma war 1867 und 1872 bis 1875 Reichstagsmitglied, 1872 bis 1875 war er Vizepräsident des Abgeordnetenhauses. 
Ab 1863 veröffentlichte er die Ergebnisse seiner archäologischen und historischen Forschungen. Er gab 1866 Teile der Tagebücher des siebenbürgischen Fürsten Imre Thököly heraus. Er wirkte am Corpus Inscriptionum Latinarum mit und veröffentlichte viele Beiträge zur Archäologie Dakiens. 
Ab 1876 war Torma Professor für Öffentliches Recht an der Universität Klausenburg. Von 1878 bis 1887 war er Professor für Archäologie an der Universität Budapest. In seiner Budapester Zeit wirkte er 1881 wesentlich an der archäologischen Erschließung des Amphitheaters des römischen Militärlagers Aquincum mit und sorgte für die Gründung des Aquincum-Museums, das nach seiner Emeritierung 1894 eröffnet wurde. 
Torma lebte seit 1890 in Italien. Nach ihm wurde im Budapester Stadtteil Óbuda eine Straße benannt.

## Schriften (Auswahl)
- Adalékok észak-nyugati Dácia föld- és helyiratához. Pest 1864.
- Über einige Dacische Inschriften. In: Mittheilungen der k. k. Central-Commission zur Erforschung und Erhaltung der Baudenkmale 1865.
- Késmárki Thököly Imre naplója 1676–1678. Budapest 1866
- Neue Inschriften aus Dacien. In: Archäologisch-epigraphische Mitteilungen aus Österreich-Ungarn 3, 1879, S. 86–102 (Digitalisat).
- Repertorium Dácia régiség és felirattani irodalmához. Budapest 1880 (Digitalisat).
- Az aquincumi amphiteatrum északi fele. Budapest 1881 (Digitalisat).
- Inschriften aus Dacia, Moesia superior und Pannonia inferior. In: Archäologisch-epigraphische Mitteilungen aus Österreich-Ungarn 6,1882, S. 97–145 (Digitalisat).